# Учитель (журнал)
«Учи́тель» — педагогический журнал, выходивший в Санкт-Петербурге с 1861 по 1870 год.

## История
Журнал для наставников, родителей и всех желающих заниматься воспитанием и обучением детей «Учитель» выходил в Санкт-Петербурге по 24 книги в год, за исключением периода 1867—1868 гг., когда издавался раз в месяц.
Первыми издателями-редакторами журнала были И. И. Паульсон и Н. Х. Вессель, с 1865 года — И. И. Паульсон; с 1867 по 1870 год — издателем был Д. Е. Кожанчиков, редактором И. И. Паульсон.
Журнал был посвящён, главным образом, вопросам первоначального обучения. Публиковал для народных учителей систематические руководства по начальному образованию, знакомил их с методикой преподавания отдельных предметов, с основами детской психологии и т. д.
В «Библиографическом отделе» систематически помещались квалифицированные обзоры-рецензии детской и педагогической литературы. Журнал знакомил русскую общественность с достижениями иностранной, главным образом немецкой, педагогической мысли, в чрезмерном увлечении которой его упрекали К. Д. Ушинский, Н. А. Корф и другие крупные русские педагоги.
«Учитель» выступал с требованием равного образования для девочек и мальчиков, полного равноправия женщин, вплоть до равенства политических прав. Система классического образования («лазаретно-классическая эпидемия») последовательно отвергалась журналом.
В журнале принимали участие В. Г. фон Бооль, В. И. Водовозов, А. Я. Гердч, Я. Г. Гуревич, Е. К. Кемниц, Н. А. Корф, О. Ф. Миллер, Ф. Ф. Резенер, П. Г. Редкин, А. Филиберт и др.
В 1864—1868 году дважды в месяц выпускалось приложение «Натуралист» под редакцией Д. С. Михайлова. Также в 1864—1866 году в качестве приложения издавался журнал «Чтение для юношества».